# Svetlana Geier
Pour les articles homonymes, voir Geier.
 (novembre 2012).
Si vous disposez d'ouvrages ou d'articles de référence ou si vous connaissez des sites web de qualité traitant du thème abordé ici, merci de compléter l'article en donnant les références utiles à sa vérifiabilité et en les liant à la section « Notes et références ».
Svetlana Geier, née le 26 avril 1923 à Kiev en Ukraine et morte le 7 novembre 2010 à Fribourg-en-Brisgau en Allemagne, est une traductrice allemande d’origine ukrainienne.

## Biographie

### Enfance et formation
Svetlana Michaïlovna Ivanova naît à Kiev, en République socialiste soviétique d'Ukraine, le 26 avril 1923, de parents russes. Adolescente, elle fréquente des cours privés d’allemand et de français à l'initiative de sa mère.
En 1938-1939, son père, agronome, est emprisonné en tant qu’ennemi du peuple dans le cadre de l’épuration politique menée par Staline. Il décède à la suite des sévices subis durant ses 18 mois de détention.

### Carrière
Le jour de son baccalauréat, Hitler envahit l’Union soviétique. En automne, la Wehrmacht occupe Kiev. Les 29 et 30 septembre, sa jeune amie Neta Tkatsch et 30‘000 autres Juifs sont assassinés dans le ravin Babij Jar, près de Kiev, par un commando spécial de SS. Swetlana Michaïlovna Ivanova travaille comme interprète durant l’occupation allemande à l’Institut Géologique de l’Académie des Sciences et pour l’Union Brückenau AG de Dortmund.
Dans Kiev occupé par les Allemands depuis l’automne 1941, Svetlana Ivanova étudie à la Faculté des langues occidentales de l’Académie des sciences et travaille comme interprète à l’Institut géologique de l’Académie, ainsi que sur le chantier de l’Union Brückenbau, entreprise de Dortmund.
Au moment du retrait de la Wehrmacht de Kiev, en 1943, Svetlana Ivanova et sa mère quittent Kiev pour l’Allemagne. Elles sont internées à Dortmund dans un camp de travailleurs de l’Est. Après leur libération, en avril 1944, Svetlana Ivanova obtient une bourse de la Fondation Humboldt, et s’installe avec sa mère à Fribourg-en-Brisgau dans le quartier de Günterstal qu’elle ne quittera plus.
Après la fin de la guerre, elle étudie à l'université de Fribourg-en-Brisgau la germanistique et la littérature comparée. Elle épouse un Allemand, Christmut Geier.
À partir du milieu des années 1950, elle se consacre à la traduction de la littérature russe en allemand. Elle commence à enseigner à l’université de Karlsruhe où elle accomplira toute sa carrière. Elle collabore également avec les universités de Fribourg-en-Brisgau et de Witten/Herdecke, ainsi qu’avec divers établissements d’enseignement secondaire de la région.
Entre 1988 et 1992, elle enseigne à l’Université de Herdecke.

### Mort
Elle meurt le 7 novembre dans sa maison de Fribourg-en-Brisgau.

## Vie de famille
Elle épouse Christmut Geier avec qui elle aura deux enfants et dont elle se séparera en 1962.

## Œuvre
Elle a traduit les œuvres de Tolstoï, Boulgakov, Soljenitsyne et Fjodor Dostojewski.

## Filmographie
Un documentaire de Vadim Jendreyko intitulé La femme aux cinq éléphants lui est consacré,,,,.

### Filmographie
- Vadim Jendreyko, La femme aux cinq éléphants, film documentaire, Nour films, 2009.